# 諾沃塞洛市鎮 (保加利亞)
44°8′N 22°47′E / 44.133°N 22.783°E

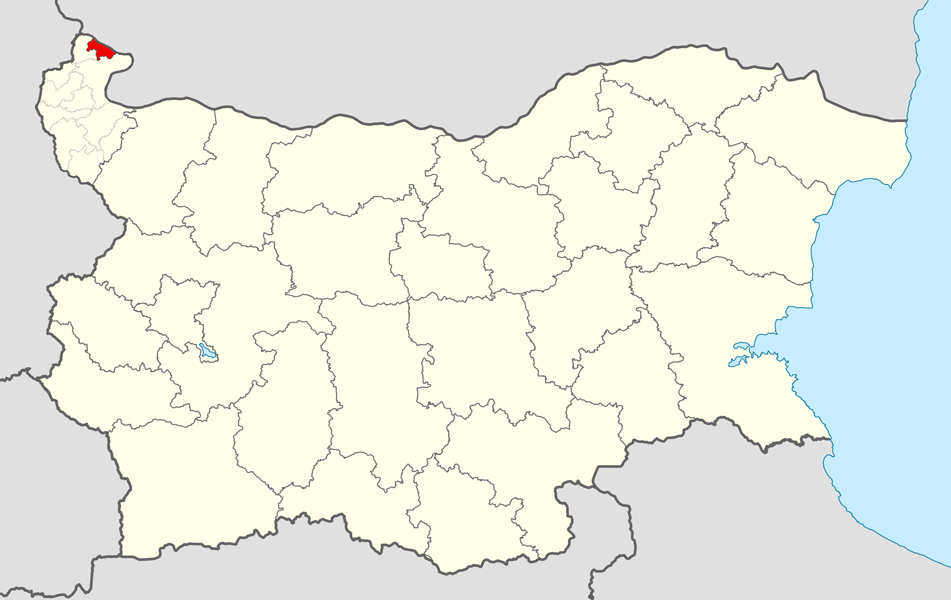

諾沃塞洛市鎮，是保加利亞西北部維丁州的市鎮，行政中心为諾沃塞洛，面積109.5平方公里，2011年人口2,979，人口密度每平方公里27.21人。